# 自己心理学
自己心理学（じこしんりがく、英: Self psychology）は、ハインツ・コフートにより創始された精神分析学。翻訳本においては主に精神分析的自己心理学と呼ばれる。特にアメリカでは、自我心理学派に匹敵するほどの一大勢力を形成している。日本では精神医学に従事している丸田俊彦・岡野憲一郎・和田秀樹らや、臨床心理学の安村直己・岡秀樹・富樫公一らによって精力的に紹介されている。

## 概要
自己心理学では健康な自己というものが想定されており、健康な自己は幼少期に母親や父親からの反応によって形成される「野心―才能・技能―理想」によって円滑に動いていると考えられている。それを「三部構成自己」と言う。この三つの部分のいずれかが壊れていると、人間は精神病理に陥るのであり、またこの三つの部分が円滑に上手く働いているのであれば、自己は健康的で創造的な活動を行う事が出来るとされている。
自己心理学ではこの三部構成自己を通して、患者の自己の病理を把握していく。その際に自己のある部分が損傷しているならば、患者は自己対象転移と呼ばれる特殊な欲求を露にすると考えられている。その転移に適切に反応し、さらに共感によって自己の損傷している部分や病理を探求していくのが自己心理学の治療である。

## 歴史
自己心理学は自我心理学から分派した精神分析であり、そもそもはハインツ・コフートが自己愛性パーソナリティ障害の患者を分析していた時に、彼独自の自己愛に関する考察を発見した事に端を発している。1950年代には境界例や自己愛性パーソナリティ障害と呼ばれる、神経症と精神病の間の精神状態を呈する人々が観察されるようになったが、その人々の分析治療を進めるにつれて、ハインツ・コフートが自己愛性パーソナリティ障害の患者に独自の転移が見られる事を見つけ、その自己愛に関する独自の考察から発展したものである。
後にハインツ・コフートの自己愛に関する考察は自己愛性パーソナリティ障害の患者全般に当てはまる理論として、1971年に『自己の分析』という書物で提唱された。それ以後、彼は徐々に「自己」というものに関する考察を蓄積していき、1978年には自己心理学総会を開催するまでに至った。ハインツ・コフートを支持する「自己」に関する理論を考える精神分析学派を「自己心理学」と呼ぶようになる。それ以後、現代まで自己心理学は自我心理学に代わる新たな精神分析学派として主にアメリカで台頭しつつある。

## 古典的精神分析との違い
自己心理学では自我心理学や対象関係論とは異なり、精神分析で昔から使われてきた自我やイドや超自我という心的構造論、それにリビドーや攻撃性と言った欲動理論は補足的に使われるだけである。代わりにいくつかの自己に関する理論が以前の精神分析理論を補っている。その代表的なものとしては以下のようなものがある。
(1)患者それ自体を尊重する。つまり患者の「自己」というものを見る事によって精神病理を捉える。
(2)科学的心理学としての経験―観察的アプローチにこだわっている。言い換えると理論が先行するのではなく、臨床での観察が中心となる。
(3)古典的精神分析のように医者が中立性を守る科学者として患者を分析するのではなく、患者と分析家は切り離せないものとして考えている。これは患者と分析家を一つのユニットとして捉えているという事を意味する。
(4)共感という技法を使う。この共感は患者の自己を把握するという情報収集の役目と、患者に対して肯定的に接し続けるという二つの意味を持っている（共感の概念については誤解に注意！）。
(5)自己の障害や自己の病理ばかりを見るのではなく、自己の健康的な部分を見るように心掛けている。
神経症にしても精神病にしてもパーソナリティ障害にしても、自己心理学では、それらを自己の障害として見ている。そのため自己心理学では第一に「自己」を観察する。医師は「自己」がどのように壊れているのか、またどのような欲求を持っているのかを探索していく。

## 自己対象転移（自己愛転移）
自己愛性パーソナリティ障害の患者に見られる特殊な転移であり、神経症患者やジークムント・フロイトの精神分析において発生する感情転移とは別のものとして現れるものである。
理論的にはフロイトの転移という概念は、幼少期における両親に対してのリビドーや攻撃性を現在の医師との関係に再演することであるが、自己心理学で言う転移は、自己の損傷部分を回復させたり、自己を形成するために自然と発生する本質的なものとして捉えられている。特に自己が損傷している時にはこの転移を生じやすいと言われる。自己愛性パーソナリティ障害の患者だけではなく、人間一般にも広く見られる転移である。現在では論者によって様々な自己対象転移が想定されているが、基本的なものは以下の四つである。
鏡転移（鏡自己対象転移）
能力があり完全である自己をほめてもらいたいという欲求。そのような自分をほめてくれる他人を求め、そのような他人を自己対象とする。理論的には幼少期における誇大自己から派生したものであり、「私は完全である」という自己愛を満たすためのものとして現れる。しばしば母親の肯定的側面として子供には認識される。
理想化転移（理想化自己対象転移）
落ち着くことができたり自分の進むべき方向性を見出すことができるような他人を手に入れたいという欲求。そのような完全でもあり、理想的な親となってくれるような他人を自己対象とする。理論的には幼少期における理想化された親イマーゴから派生したものであり、「私は完全ではないが、あなたは完全である。そして私はあなたの一部分である」という自己愛を満たすためのものとして現れる。しばしば父親の動じない指針となるような立派な側面として子供には認識される。
双子転移（双子自己対象転移）
自分と同じような他人を確認したいという欲求。自己心理学においては比較的遅くに提唱されたもので、同じ言語を話したり、自分と同じ民族であるという感覚からこの自己対象転移が想定された。
融合転移（融合自己対象転移）
上記の三つの転移の前に生じる自己対象転移。自己と他人が融合している無境界な状態として現れる。
これらの自己対象転移は自己の欠損や混乱を埋めるようなものとして機能する。自己対象からの適切な反応があると、患者の自己の中にある野心や理想が徐々に形成されるようになり、患者は自己をしっかりさせると言われる。